# Runö nya kyrka
Runö nya kyrka invigdes 1912 och står intill norr om Runö S:ta Magdalena kyrka i Runö kommun i Estland.